# David Griffin (basket-ball)
David Griffin, né le 16 novembre 1973, est un cadre professionnel américain de basket-ball. Il est vice-président des opérations basket-ball pour l'équipe des Pelicans de La Nouvelle-Orléans qui fait partie de la National Basketball Association (NBA). Il est également un pianiste amateur. Avant de travailler pour les Pélicans, Griffin était président des opérations basket-ball de l'équipe des Cavaliers de Cleveland, qui remportent le championnat de la NBA en 2016 et atteignent les finales NBA trois années à la suite durant son mandat. En outre, Griffin travaille en tant que consultant pour NBA TV.

## Études
Griffin est né et a grandi à Phoenix, en Arizona. Il étudie au lycée Brophy College Preparatory. Il intègre l'Université de l'Arizona mais est réaffecté à l'Université d'État de l'Arizona en 1993 pour effectuer un stage avec l'équipe des Phoenix Suns. Griffin obtient une licence de sciences politiques en 1995.

## Début de carrière
Griffin débute en tant que directeur de tournoi pour le camp de présélection (pré-draft) Nike Desert Clasic. Il est également entraîneur assistant au Scottsdale Community College. Il travaille ensuite au service des relations presse pour le basket-ball aux Jeux olympiques de 1996 à Atlanta en Géorgie.

## Encadrement

### Les Suns de Phoenix
Griffin travaille pendant 17 saisons avec les Suns de Phoenix. Il commence par un stage au service des relations publiques de l'équipe en 1993 alors qu'il étudie encore à l'université d'État de l'Arizona. Il est recruté en tant qu'assistant aux relations médiatiques à temps plein à la suite de trois années de stage. Ses rapports détaillés envoyés à la presse font bonne impression auprès du propriétaire de l'équipe, Jerry Colangelo, et de son entraîneur d'alors, Danny Ainge. Il rejoint la direction des opérations par le biais du secteur de la vidéo en 1997. Il est nommé vice-président sénior des opérations basket-ball en juin 2007 et occupe ce poste pendant trois ans.

### Les Cavaliers de Cleveland
En septembre 2010, Griffin devient le vice-président des opérations basket-ball des Cavaliers de Cleveland. Il devient président le 6 février 2014, prenant la suite de Chris Grant après son licenciement. Lors de son premier échange à la tête des opérations, Griffin échange l'ailier Earl Clark, le pivot Henry Sims et des choix de draft avec les 76ers de Philadelphie pour récupérer le pivot Spencer Hawes. Le 12 mai 2014, il est confirmé dans son poste de président des opérations basket-ball et nommé directeur général permanent et à plein temps.
Peu de semaines après sa nomination, Griffin embauche le champion d'Euroligue et entraîneur de l'année David Blatt comme entraîneur, échange Andrew Wiggins avec le premier choix de la Draft 2014 de la NBA, et réintègre LeBron James quatre ans après la célèbre « Decision (en) » à l'occasion de laquelle il avait annoncé son départ. Il échange Wiggins et l'ancien premier choix de draft Anthony Bennett avec les Timberwolves du Minnesota pour récupérer l'ailier All-Star Kevin Love. L'ensemble de ses échanges et opérations lui permettent de finir deuxième à l'élection du cadre NBA de l'année pour l'exercice de 2014-15. Griffin et les Cavaliers gagnent les finales NBA de 2016 en battant en sept matchs les Warriors de Golden State, qui avaient un bilan de 73 victoires. Ils deviennent ainsi la première équipe de l'histoire de la ligue à effacer un écart de 3-1 en finale.
Les Cavaliers de Griffin établissent des records en attaque lors des playoffs de 2017, grâce à un record d'efficacité à la marque pendant des playoffs, en marquant 120 points sur 100 possessions. Ils finissent néanmoins par échouer au bout de cinq matchs lors des finales de 2017 contre l'équipe des Warriors, avec son bilan record de 73 victoires, restructurée par l'arrivée de Kevin Durant.
Le 19 juin 2017, Griffin et le propriétaire des Cavaliers Dan Gilbert  annoncent qu'ils ne resigneront pas un nouveau contrat faute d'avoir trouvé un accord,. Il sera finalement remplacé un mois plus tard, le 24 juillet, par le vice-président des opérations basket-ball des Cavaliers Koby Altman. Gilbert est largement critiqué pour ne pas avoir réussi à conclure un nouveau contrat avec Griffin,,.
Le 1er août 2019, David Griffin revient en détail sur son expérience professionnelle de restructuration de l'équipe autour de LeBron James dans un article publié dans Sports Illustrated. Il décrit le temps passé à Cleveland comme une « triste » épreuve et raconte « avoir pleuré en privé la nuit où les Cavaliers ont remporté le titre », expliquant qu'il était tellement obsédé par la victoire qu'il « n'éprouvait même plus d'amour pour le jeu ».

### Pélicans de la Nouvelle-Orléans
Le 17 avril 2019, les Pélicans de la Nouvelle-Orléans nomment Griffin au poste de vice-président des opérations basket-ball. Griffin était le représentant des Pélicans lors de la loterie de la draft de 2019, où ils sélectionnent Zion Williamson. En mai 2021, suivant la fracture de l'annulaire de Zion, Griffin déclare : « je n'ai jamais vu autant d'incitation à la violence dans la raquette contre Zion Williamson que contre n'importe quel autre joueur depuis Shaq... C'était flagrant et horrible à l'époque, et c'est toujours le cas aujourd'hui. ».

## Vie privée
Griffin est originaire de Phoenix, en Arizona. Griffin est élevé par une mère célibataire dans un quartier de Maryvale de la classe moyenne inférieure de West Phoenix. Il a un frère cadet, Daniel, et il va au lycée Brophy Prep dirigé par les Jésuites. On lui diagnostique trois cancers des testicules (en 2006, 2011 et 2017). Entre ses mandats à Cleveland et à la Nouvelle-Orléans, Griffin fait plusieurs apparitions sur NBA TV et anime une émission de radio hebdomadaire appelée  « Deals and Dunks » avec le commentateur radio des Pélicans Joel Meyers en tant que co-animateur. Griffin aime aussi jouer du piano, et il a tenté de séduire sans succès le pivot vedette Zion Williamson avec une chanson à l'occasion de la bulle NBA d'Orlando. Williamson et Griffin démentissent tous les deux cette rumeur durant un évènement médiatique des Pélicans.